# Gadi Bayalkada
Gadi Bayalkada – gaun wikas samiti w zachodniej części Nepalu w strefie Bheri w dystrykcie Surkhet. Według nepalskiego spisu powszechnego z 2001 roku liczył on 663 gospodarstw domowych i 3413 mieszkańców (1699 kobiet i 1714 mężczyzn).